# Richard Zschokke
Richard Zschokke (né le 11 février 1865 à Gontenschwil et mort le 25 mai 1946 à Gontenschwil) était un ingénieur civil et homme politique suisse (Parti des paysans, artisans et indépendants). De 1919 à 1935, il représenta le canton d'Argovie au Conseil national. Il s'est notamment fait connaître grâce à la construction du chemin de fer de la Jungfrau.

## Biographie

### Jeunesse et études
Petit-fils de l'écrivain Heinrich Zschokke et fils du pasteur réformé Achille Zschokke, Richard était le neuvième d'une fratrie de 15 enfants et a grandi en milieu rural. Il a étudié au début à l'école de district de Menziken puis à l'école cantonale d'Aarau. De 1883 à 1887, il est élève-ingénieur à l'Eidgenössisches Polytechnikum de Zurich (aujourd'hui École polytechnique fédérale de Zurich).

### Ingénieur de génie civil

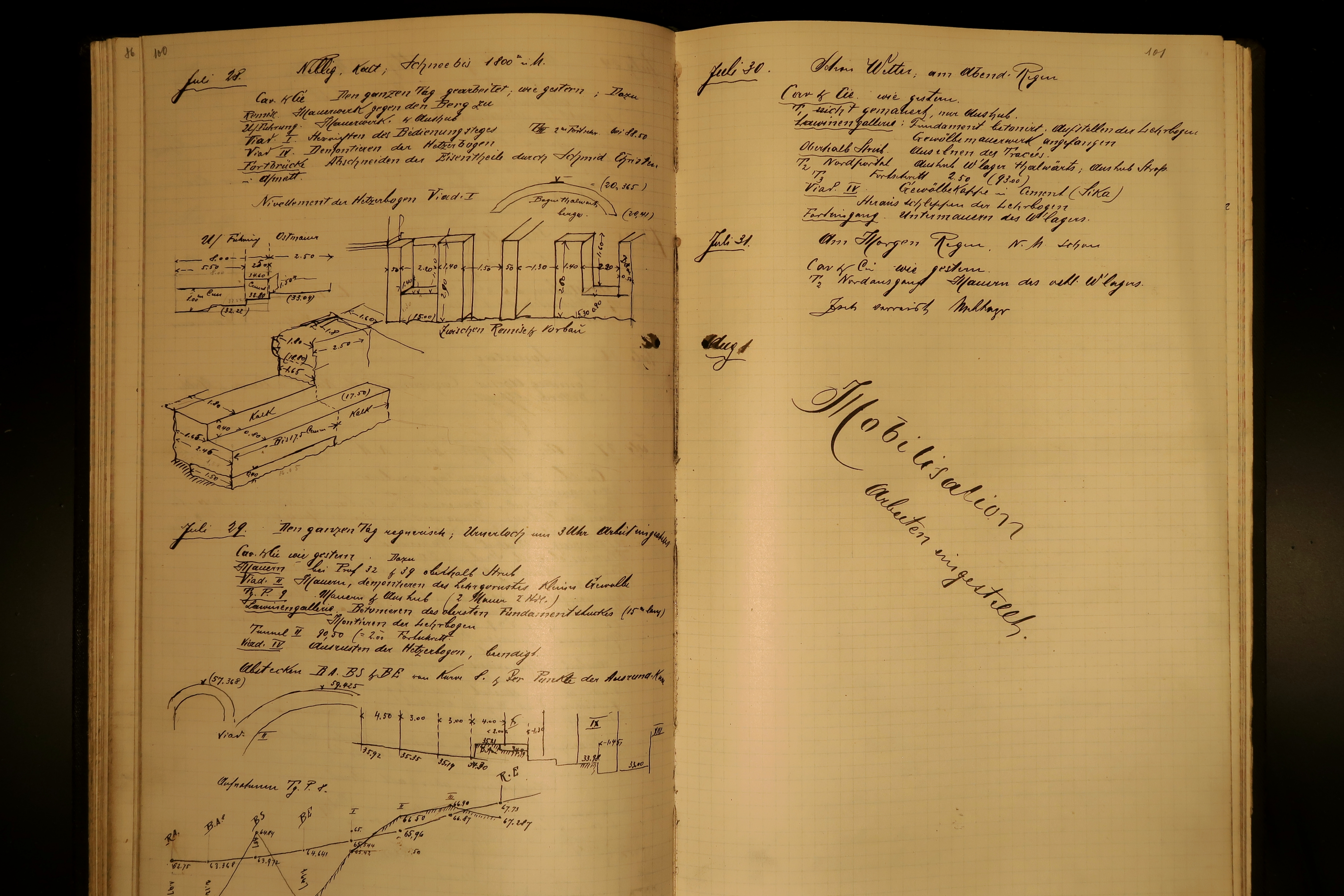
Journal du chantier de Richard Zschokke montrant son interruption due à la mobilisation le 1er août 1914

Il est alors employé par son cousin Conradin Zschokke (de) à Aarau et reprend la direction de la construction de la deuxième extension des installations portuaires de Gênes de 1888 à 1892.
De retour en Suisse, il construit diverses fortifications du Réduit national dans le massif du Gothard et, en 1899, le monument Suworow dans les gorges des Schöllenen. En 1901, il s'installe à Wengen et y dirige la construction du chemin de fer de la Jungfrau, ce qui lui procure une renommée internationale.
En parallèle, il dirige la construction de plusieurs centrales électriques et le chemin de fer à crémaillère de la Schöllenenbahn. Il planifie également le chemin de fer à crémaillère du Pfänder qui n'a jamais été achevé,. La guerre de 1914 met tous ses chantiers au ralenti et il retourne alors dans sa ville natale de Gontenschwil pour s'occuper principalement des systèmes d'approvisionnement en eau, du captage de sources et du drainage.

### Politique
En 1919, il est élu au Conseil national en tant que représentant de Parti des paysans, artisans et indépendants de l'Argovie. Au Parlement, il traite principalement des questions d'aménagement du territoire et d'ingénierie structurelle. En tant que chasseur passionné, il participe également  de manière significative à la rédaction d'une nouvelle loi sur la chasse. En 1935, il met fin à sa carrière politique.
Son neveu Max Zschokke (de) était également un ingénieur civil bien connu, qui avait repris plusieurs chantiers de son oncle quand sa santé ne le lui permettait plus. En particulier la dernière année de réalisation de la Jungfrau.